# Antrophyum lineatum
Antrophyum lineatum là một loài dương xỉ trong họ Pteridaceae. Loài này được Sw. Kaulf. mô tả khoa học đầu tiên năm 1824.